# Plukon Food Group
Plukon Food Group er en nederlandsk producent af fjerkrækød. I 2019 slagtede Plukon 426 mio. kyllinger.
I 2022 havde de en omsætning på 3 mia. euro og ca. 9.000 ansatte i 6 lande.
I 1978 blev Plukon etableret ved en fusion mellem Friki og Bekebrede. Navnet er et akronym: Pluimvee Kombinatie Nederland.